# Troisdorf
Troisdorf – miasto w Niemczech, w kraju związkowym Nadrenia Północna-Westfalia, w rejencji Kolonia, w powiecie Rhein-Sieg. Miasto leży po prawej stronie Renu, pomiędzy miastami Bonn i Kolonią. Troisdorf liczy 75 369 mieszkańców (2010).

## Podział administracyjny
Troisdorf jest podzielony na dwanaście części miasta (Stadtteile), największe to:
- Troisdorf-Mitte (15 993 mieszkańców)
- Spich (12 914 mieszkańców)
- Sieglar (8766 mieszkańców)
- Friedrich-Wilhelms-Hütte (7541 mieszkańców)
- Oberlar (6100 mieszkańców)
- Troisdorf-West (5585 mieszkańców)

## Historia

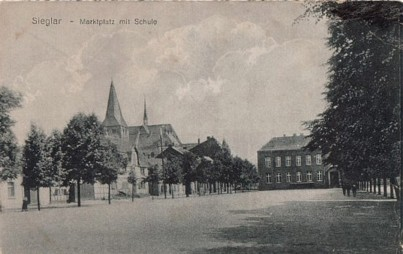
Sieglar, Troisdorf w 1915

Początki zasiedlenia terenu dzisiejszego Troisdorfu, sięgają IX wieku n.e.
W 1952 Troisdorf został samodzielnym miastem. W 1969 do miasta zostały dołączone tereny Sieglar i wioski Altenrath oraz Friedrichs-Wilhelms-Hütte, tym samym liczba mieszkańców przekroczyła 50 000 mieszkańców.
W czasie zimnej wojny w Troisdorfie stacjonowało wojsko belgijskie.
Obecnie w Troisdorfie mieszka około 10 000 cudzoziemców. Największe grupy tworzą Turcy (3100) i Grecy (1600).

## Gospodarka
W Troisdorfie rozwinął się przemysł chemiczny. Miasto czerpie zysk gospodarczy z bliskiego położenia do lotniska Kolonia/Bonn.

## Kultura
W Troisdorfie znajduje się jedyne w Europie muzeum książki ilustrowanej (Bilderbuchmuseum).

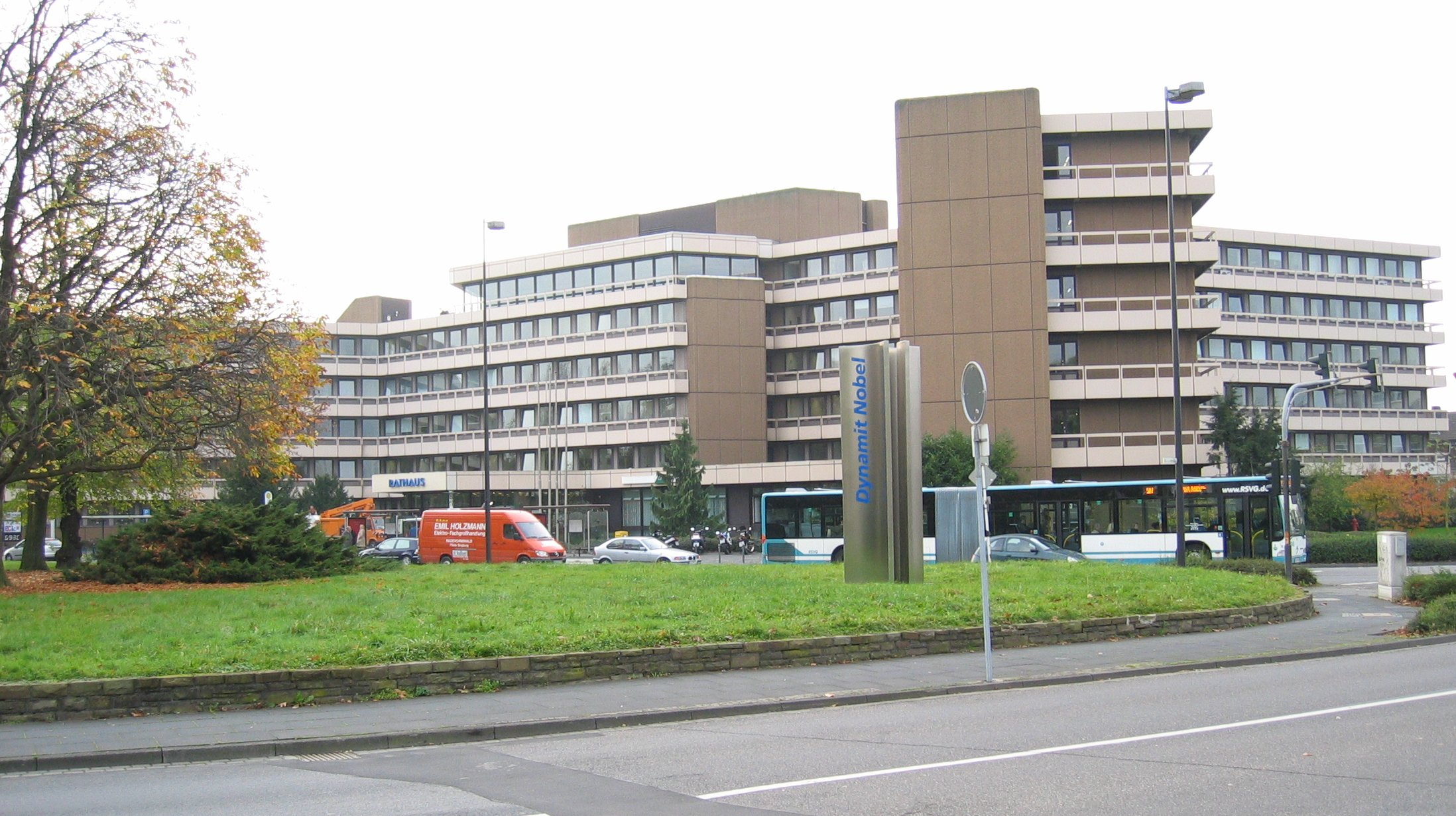
Ratusz w Troisdorfie

## Urodzeni w Troisdorfie
- Sabine Lisicki – niemiecka tenisistka
- Lena Schöneborn – niemiecka pięcioboistka

## Współpraca
Miejscowości partnerskie:
- Francja: Évry
- Belgia: Genk
- Saksonia: Heidenau
- Grecja: Korfu
- Kosowo: Mushtisht
- Chiny: Nantong
- Turcja: Özdere
- Wielka Brytania: Redcar and Cleveland